# Andrés Mata (poète)
Pour les articles homonymes, voir Andrés Mata et Mata.
Ne doit pas être confondu avec Andrés Mata (haltérophilie).
Andrés Mata est un poète, écrivain  et journaliste vénézuélien, né à Carúpano le 10 novembre 1870 et mort à Paris le 18 novembre 1931.

## Biographie
Poète moderniste qui n’a pas renoncé au romantisme, il fonde le 1er avril 1909 avec Luís Teófilo Núñez Gómez le journal El Universal à Caracas.

## Œuvres
- Pentélicas (1896)
- Idilio Trágico (1898, français: Idylle Tragique)
- Arias Sentimentales (1898, français: Arias Sentimentales)

## Anecdotes
- Andrés Mata Osorio, son petit-fils, est l’éditeur actuel du journal El Universal.
- Une fondation, qui appartient au journal El Universal, porte son nom, la Fundación Andrés Mata.